# Улинг (Небраска)
Улинг (енгл. Uehling) град је у америчкој савезној држави Небраска.

## Демографија
По попису из 2010. године број становника је 230, што је 45 (-16,4%) становника мање него 2000. године.
| Група             | 2000.       | 2010.       |
| Белци             | 266 (96,7%) | 220 (95,7%) |
| Афроамериканци    | 0 (0,0%)    | 0 (0,0%)    |
| Азијати           | 1 (0,4%)    | 0 (0,0%)    |
| Хиспаноамериканци | 0 (0,0%)    | 7 (3,0%)    |
| Укупно            | 275         | 230         |